# Santuario della Madonna della Neve (Palestro)
Il Santuario della Madonna della Neve è un luogo di culto cattolico situato sulla strada di Vinzaglio nel comune di Palestro in provincia di Pavia. La principale festività si celebra il 5 agosto nella ricorrenza religiosa di Nostra Signora della Neve

## Storia
In origine la chiesetta era denominata Cappella di S. Orso, dipendente da Vinzaglio, e quindi dalla Pieve di Confienza. La cappella risulta citata in documenti del 1229, in una carta venditionis del 1262 e in estimi risalenti al 1298/1299 che permettono di scorgere un’umile posizione economica. Nei documenti successivi al 1553 non viene più citata.
La chiesa passò sotto il territorio di Palestro nel 1437, quando furono definiti i confini tra il Ducato di Milano e il Ducato di Savoia corrispondenti alla strada campestre che scorre accanto alla chiesetta che ancora oggi divide in quel punto il Piemonte dalla Lombardia. Alla fine del XV secolo la cappella passò, quindi, sotto le cure dei palestresi o del palestrese che l’aveva acquistata con il terreno.
Essa era scomparsa solo dai documenti ufficiali, infatti, nel 1675 viene descritta nella relazione di un Ispettore delle strade, depositata nell’archivio storico del Comune di Palestro  come “chiesolo chiamato di Sant’Orso”.
Nel 1772, in una relazione dello “stato della Parrocchia di S. Martino di Palestro” redatta dal Rettore Don G.F. Turchelli (depositata presso l’Archivio della Curia di Vercelli) si trova citata la chiesa della “Madonna della Neve” posta sulla strada di Vinzaglio.
Il cambio di denominazione e gli ampliamenti (la costruzione dell'abside a semicerchio e della sacrestia che collegò la chiesetta alla casa del custode) sono quindi riconducibili al periodo che va dal 1675 al 1772. Nel 1931 venne eretto il campanile e nel 1936 la realizzazione di un pozzo artesiano.

## Festa della Madonna della Neve
La festa della Madonna della Neve viene celebrata ogni anno nella prima domenica di agosto.

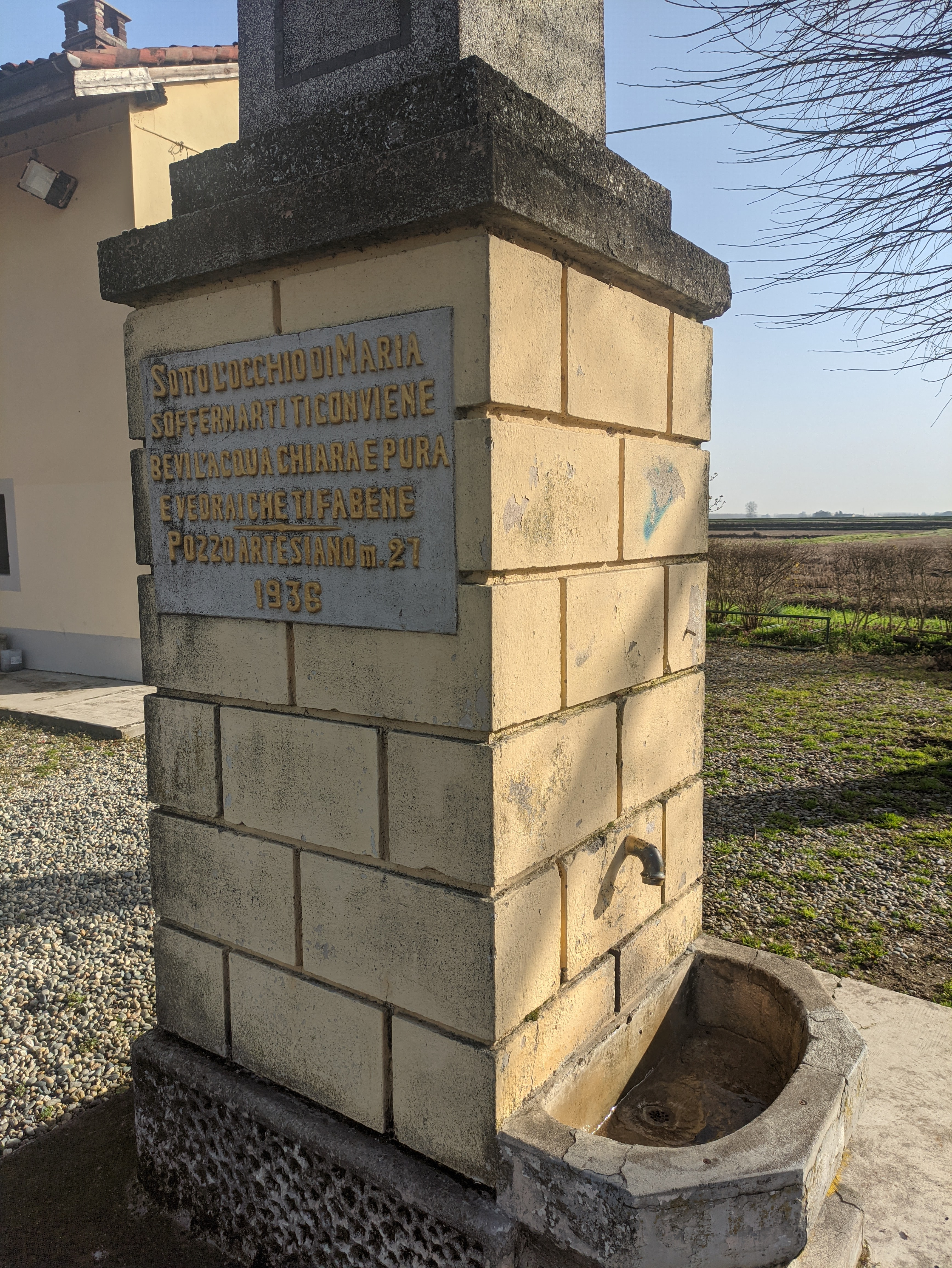
Pozzo Artesiano